# Fronteira Líbia–Níger
A fronteira entre a Líbia e o Níger é a linha que de 349 km de extensão, de traçado pouco sinuoso, que separa o nordeste do Níger (departamento de Agadez) do sudoeste da Líbia (distrito de Murzuque).
Situa-se no Deserto do Saara e se estende da fronteira tríplice Líbia-Níger-Argélia no oeste, próxima à passagem do Trópico de Câncer, indo até outra tríplice fronteira, dos dois países com o Chade. É considerada como uma das fronteiras mais isoladas do mundo, já que encontra-se completamente "imersa" no meio do deserto, não havendo nenhuma rodovia ligando os dois países. Apenas algumas caravanas de tuaregues costumam passar pela região. 
A Itália invadiu o território líbio, tomando o mesmo do Império Otomano em 1911, passando a colonizá-lo em 1934. Na Segunda Grande Guerra, expulsos os italianos, o país é dividido entre França e Reino Unido. A independência ocorre em 1951. A região do Níger é ocupada pela França em 1897, torna-se colônia francesa em 1922 e tem sua independência em 1960. Esses acontecimentos definiram a fronteira.
Nos últimos anos, a região fronteiriça ganhou um foco renovado, devido ao aumento do número de migrantes africanos que a atravessam visando chegar à Europa. A França começou a ajudar no policiamento da fronteira devido à insegurança ali existente, a partir da base militar de Madama, no norte do Níger, 100 quilômetros (62 milhas) ao sul da fronteira com a Líbia.